# Rezzoaglio

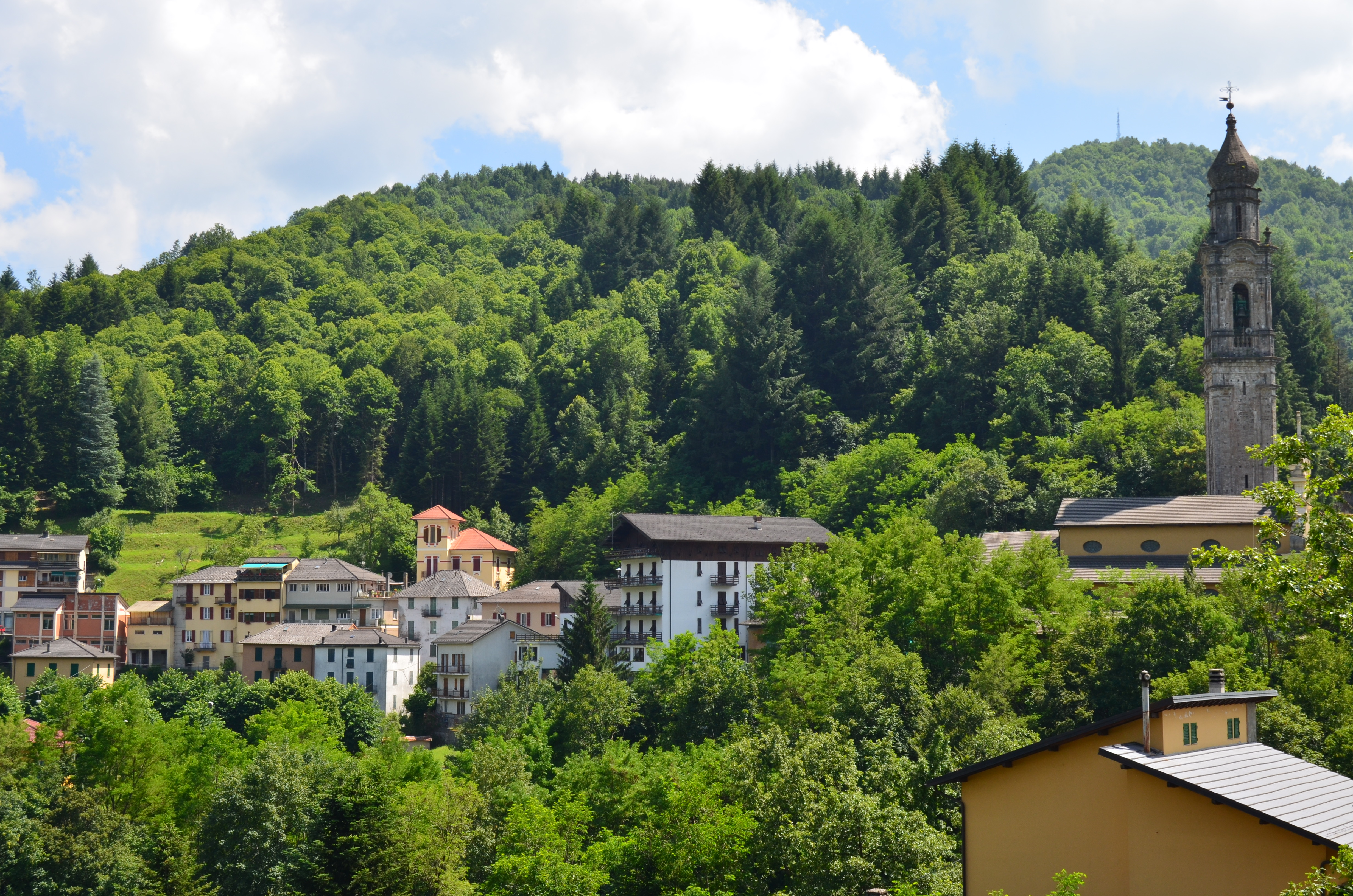
Vista panorámica de Rezzoaglio.

Rezzoaglio(Rezoaggi en ligur, Rusagni en la variante local) es una comuna de Italia, de 1.166 habitantes, en la Provincia de Génova, distante de la capital regional cerca de 89 kilómetros.

## Evolución demográfica
| Gráfica de evolución demográfica de Rezzoaglio entre 1861 y 2001 |
|                                                                  |
| Fuente ISTAT - elaboración gráfica de Wikipedia                  |